# Сигизмунд Корибутович
Сигизму́нд Корибу́тович (Жигимонт Корибутович; около 1395, Новгород-Северский — сентябрь 1435, Вилькомир) — литовско-русский князь, участник Гуситских войн, наместник Чешского королевства. Сын удельного черниговско-северского князя Корибута-Дмитрия Ольгердовича из рода Гедиминовичей.

## Биография
Родился в Новгороде-Северском. Отец — князь новгород-северский Дмитрий Корибут, мать — Анастасия, дочь великого князя рязанского Олега. С 1404 года — воспитывался при королевском дворе своего дяди, польского короля Владислава Ягайло. Участвовал в битве при Грюнвальде, возглавлял 51-ю хоругвь, шедшую под знаменем с «Погоней». После Грюнвальда пользовался большим доверием Ягайло. В 1411—1417 годах имел отдельный двор в Кракове и рассматривался как возможный преемник Ягайло. От Витовта получил отцовское Новгород-Северское княжество (1418—1422).
В 1418 году вместе с князем Фёдором Острожским прибыл в Чехию к гуситам, которые выдвинули его королём. Пытался убедить Ягайло выступить на стороне гуситов, но неудачно, поэтому бежал в земли Ордена, где учил орденские войска гуситским методам ведения войны. После смерти чешского короля Вацлава в 1419 году гуситы подняли восстание против претендента на трон императора Сигизмунда I Люксембурга, и предложили чешскую корону Ягайло. После отказа Ягайло корону предложили Витовту, который хотя и согласился, но заявил, что сам выехать в Чехию не может.
14 июля 1420 года Ян Жижка разгромил войска императора Сигизмунда под Прагой (Сражение на Витковой горе). В 1421 году чешский сейм объявил Витовта утратившим чешский престол. В 1422 году Витовт послал в Чехию 5-тысячное войско, и назначил своим наместником в Чехии Сигизмунда Корибутовича. Под их натиском войска другого претендента на Чешский престол — императора Сигизмунда — отступили в Венгрию.
16 мая 1422 года Сигизмунд Корибутович вошёл в Прагу, где был провозглашён правителем Чехии. Главной проблемой для Сигизмунда было примирить два крыла гуситов — умеренных (чашников) и радикальных (таборитов). Чашники, пражане и умеренные табориты признали власть Сигизмунда. Тем временем Папа Римский Мартин V начал давить на Витовта и Ягайло, чтобы Сигизмунд Корибутович покинул Чехию. 24 декабря 1423 года, в соответствии с соглашением Ягайло с императором Сигизмундом, Сигизмунд Корибутович с армией покинул Прагу. С его отъездом вспыхнула гражданская война между лагерями гуситов.
В 1424 году чешские послы обратились к Витовту с просьбой отпустить к ним Сигизмунда Корибутовича, чтобы короновать его. Но Витовт, связанный договором с императором, отказал. Тогда чехи обратились напрямую к Сигизмунду, который сказал, что не может отказаться от претензий на чешский трон. 29 июня 1424 года он во главе полуторатысячного отряда снова вступил в Прагу. Там он был провозглашён королём, но коронован так и не был. За это Ягайло конфисковал все родовые поместья Сигизмунда Корибутовича, а папский легат объявил об отлучении его от церкви, Витовт публично отрёкся от него. Несмотря на это Сигизмунд и Витовт продолжали вести переписку, где первый уговаривал короля поддержать его.
Как правитель Праги Сигизмунд Корибутович распустил старый городской совет, созвал новый, что сняло противоречия между чашниками и Яном Жижкой и позволило провести успешную военную кампанию против императора Сигизмунда в Моравии. После смерти Жижки Сигизмунд Корибутович стал верховным командующим гуситскими войсками, вместе с Прокопом Голым командовал в победной для гуситов битве при Усти-на-Лабе 16 июня 1426 года. Сигизмунд Корибутович начал переговоры с императором с намерением примирить католиков и гуситов. В своих письмах к Витовту он просил его стать посредником в этих переговорах. Эта тайная переписка попала в руки радикальных таборитов и в конце 1427 года Сигизмунда Корибутовича на четыре месяца заточили в тюрьму в замке Вальдштайн. Но его популярность среди народа была столь велика, что табориты, дабы избежать восстания, решили отправить его под конвоем в Польшу. Некоторое время находился в Рациборско-крновском княжестве у своей сестры Елены. Здесь он собрал своих сторонников: гуситов, поляков, русскo-литовские дружины, к нему присоединились войска Фёдора Острожского.
С апреля 1430 года Сигизмунд Корибутович участвовал в гуситском движении в Силезии, где пытался закрепиться. Он занял город Гливице, и объявил его своей резиденцией. Однако Конрад  IV Олесницкий напал на город и сжёг его. В 1431 году новый великий князь литовский Свидригайло Ольгердович призвал Сигизмунда Корибутовича к себе на службу. Переписка попала в руки Ягайло, что позволило последнему обвинить Свидригайло в связях с гуситами.
Падение гуситского движения после битвы у Липан заставило Сигизмунда в 1434 году обходными путями (через немецкие княжества, Балтийское море и Ригу) вернуться в Великое княжество Литовское, где в то время шла гражданская война между Сигизмундом Кейстутовичем и Свидригайлом Ольгердовичем. Сигизмунд Корибутович стал на сторону Свидригайло. Согласно польскому хронисту Яну Длугошу, Сигизмунд Корибутович пытался помирить Сигизмунда Кейстутовича и Свидригайло, предлагая организовать посреднический суд под руководством папы, императора или кого-нибудь другого. В решающей битве под Вилькомиром 1 сентября 1435 года, окончившейся поражением сторонников Свидригайло, Сигизмунд Корибутович был ранен, попал в плен к полякам и был казнён по приказу великого князя Сигизмунда.